# Restes prehistòriques de s'Àguila - Misser Arnau
Les restes prehistòriques de s'Àguila - Misser Arnau és un jaciment arqueològic situat a la finca anomenada Misser Arnau, una segregació de la possessió de s'Àguila, al municipi de Llucmajor, Mallorca. És un jaciment destruït en gran part les quals restes possiblement pertanyen a un poblat del talaiòtic final.